# Франц фон Ленбах
Франц Сераф Ленбах, з 1882 року — Франц фон Ленбах (нім. Franz Seraph Lenbach, Franz von Lenbach; 13 грудня 1836 — 6 травня 1904, Мюнхен) — німецький художник, виразний представник мюнхенської школи образотворчого мистецтва. Особистий портретист Отто фон Бісмарка.

## Біографія
Народився 13 грудня 1836 року в місті Шробенхаузен, Баварське королівство.
Розпочав навчання малюванню у Баварській королівській політехнічній школі в Аугсбурзі. У 1854 році Ленбаха приймають до мюнхенської Академії образотворчих мистецтв, де його вчителем стає Карл Теодор фон Пілоті.
У 1858 році, отримавши державну стипендію та додавши до неї кошти, виручені від продажу першої картини, Франц Ленбах вирушає на навчання до Риму. Після нетривалого викладання у веймарській Школі мистецтв (1860–1862), у 1862 році повертається до Італії, де у Флоренції цікавиться роботами Тиціана, Мурільйо, Рубенса.
У 1866 році художник повертається до Мюнхена, винаймає приміщення для майстерні й починає малювати перші портрети. Наступного, 1867, року на Всесвітній виставці у Парижі він отримує золоту медаль 3-го ступеня. На Всесвітній виставці 1873 року у Відні він виставляє портрети двох імператорів: Вільгельма I і Франца Йосипа І. Після цього його просто засипають замовленнями.
У 1874 році відбулася зустріч Ленбаха з канцлером Німеччини Отто Бісмарком, яка згодом переросла у багаторічну дружбу.
У 1882 році Франц Ленбах отримує лицарський хрест ордена Заслуг Баварської корони.
До кінця XIX ст. Франц Ленбах стає найпопулярнішою фігурою у житті художнього Мюнхена, а коло друзів-художників Ленбаха, до якого входили Вільгельм Буш, Франц Дефреггер і Рудольф Епп, домінували у культурному житті міста. Його матеріальне благополуччя сягає такого рівня, що у 1886 році він може собі дозволити придбати велику ділянку землі у центрі міста й винайняти королівського архітектора Габріеля фон Зайдля для побудови своєї величезної вілли в італійському стилі у 1887–1891 рр., яка отримала назву «Ленбаххаус».
Франц фон Ленбах помер 6 травня 1904 року й похований на західному мюнхенському цвинтарі Вестфрідхоф.

## Галерея

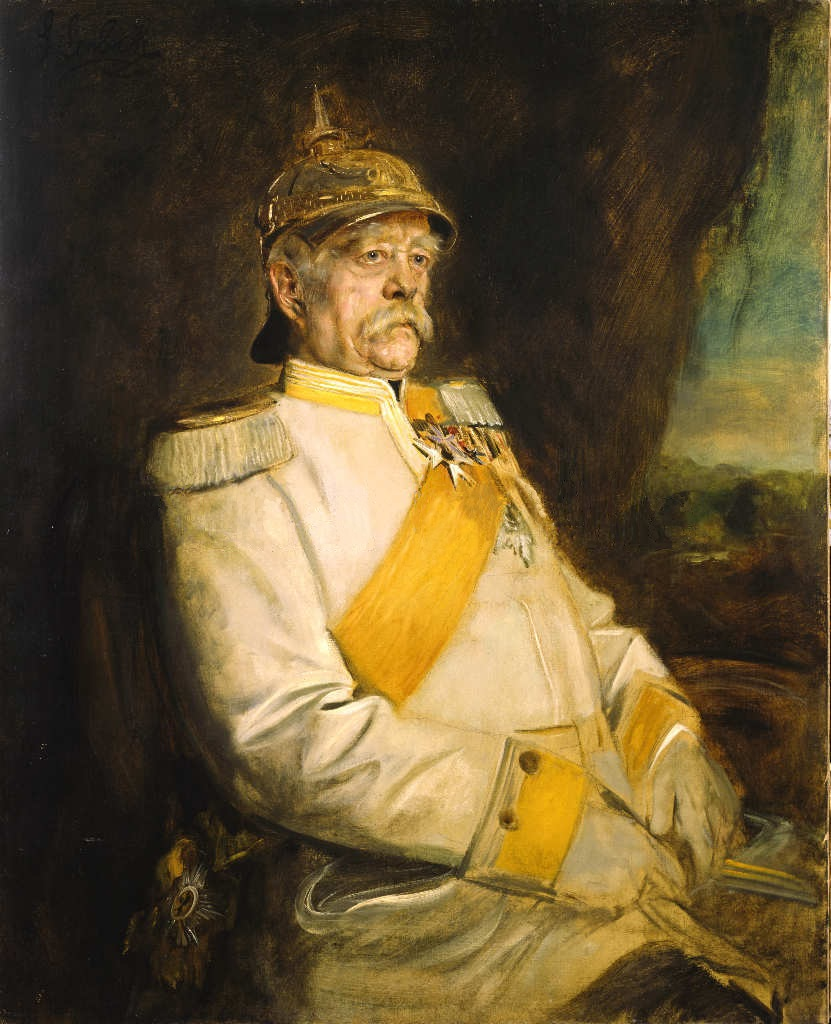
Портрет О. Бісмарка (~1890).
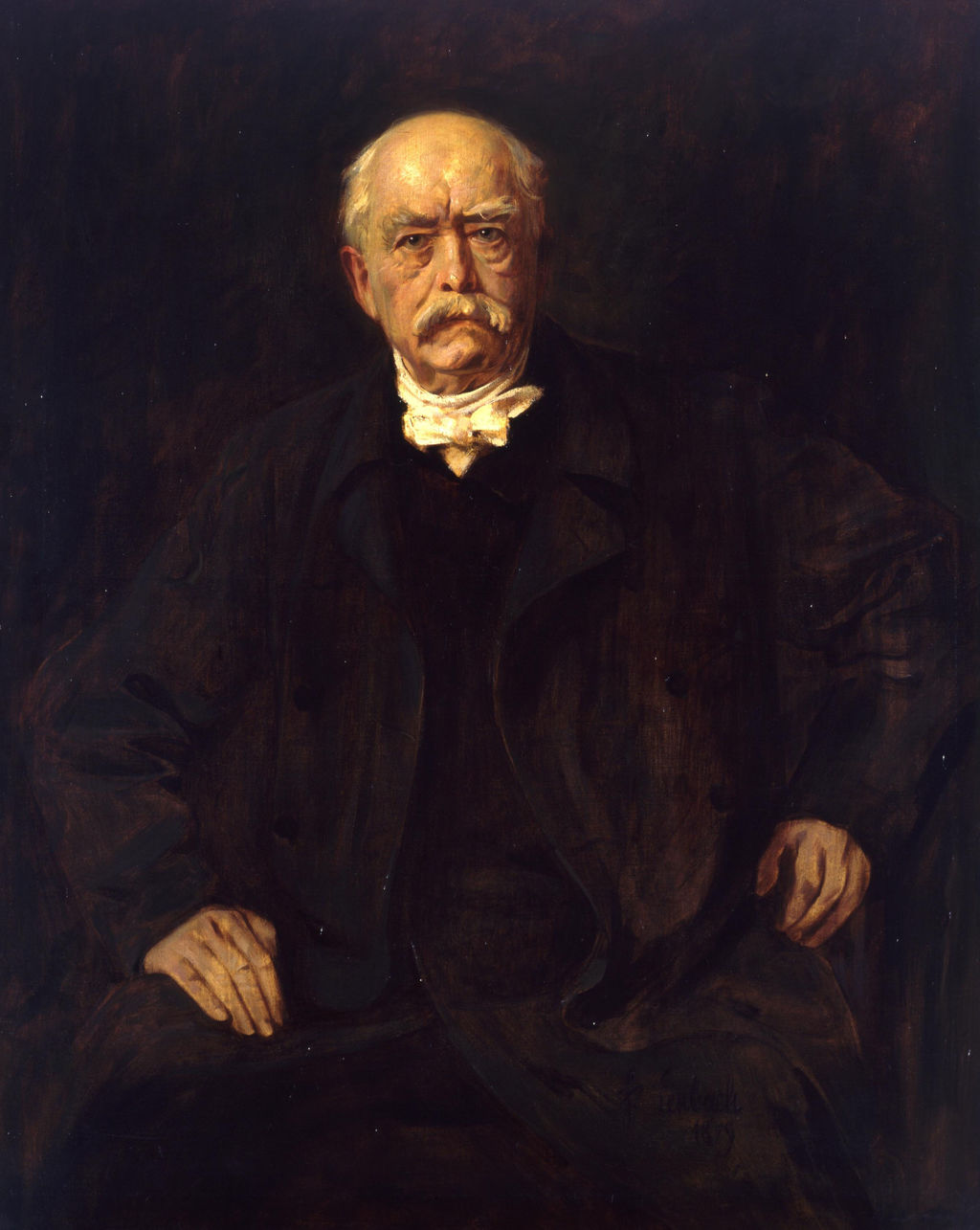
Портрет О. Бісмарка. (1894).
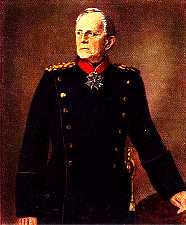
Портрет Г. Мольтке.
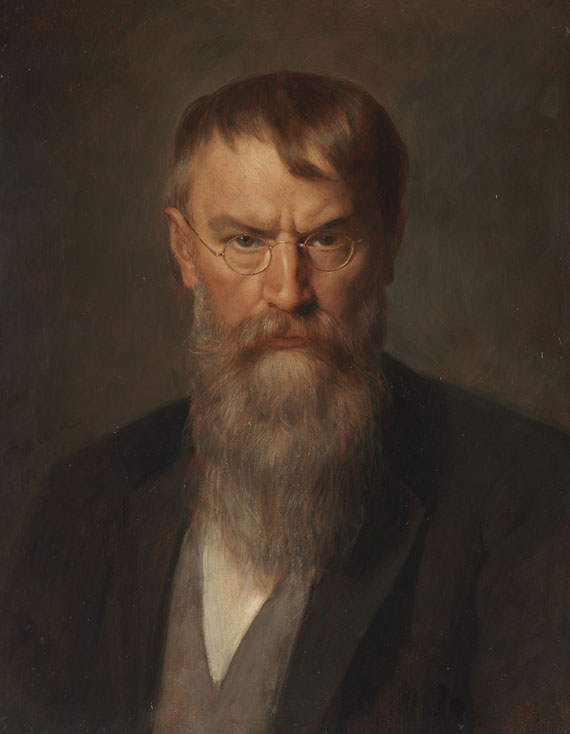
Портрет Франца фон Ленбаха пензля Франца Дефреггера (1907).
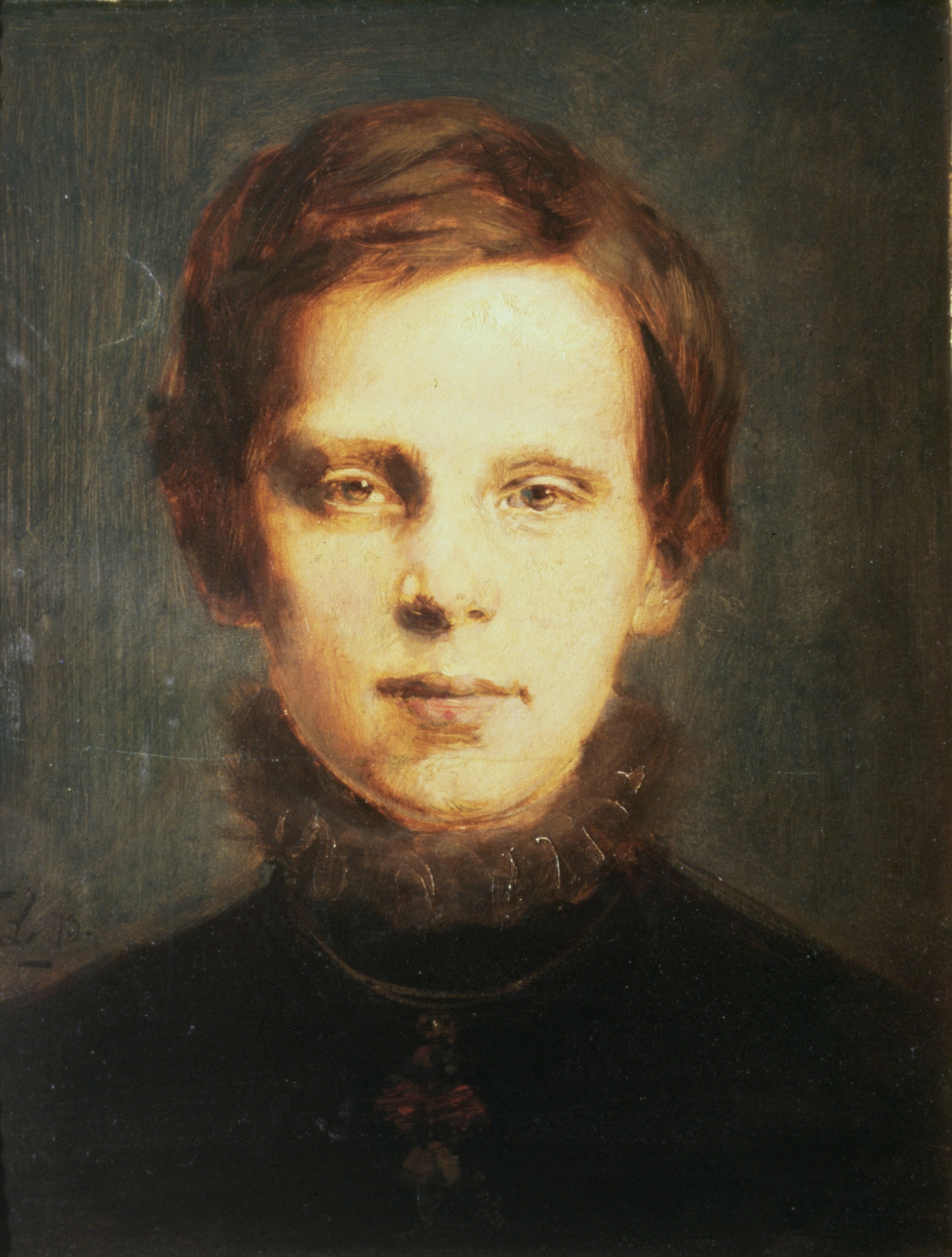
Портрет кронпринца Рудольфа.
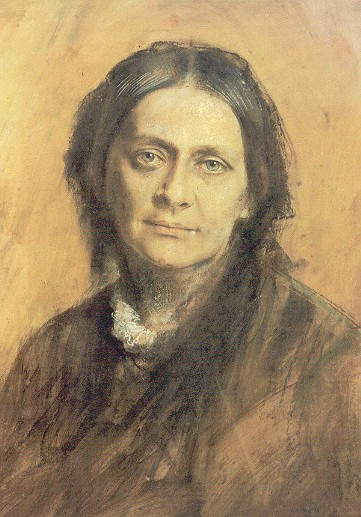
Портрет Клари Шуман.
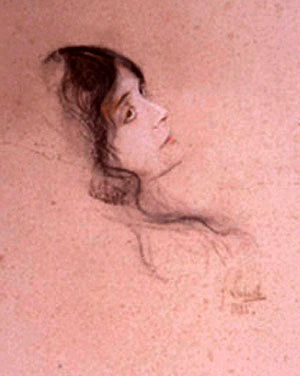
Портрет Елеонори Дузе.
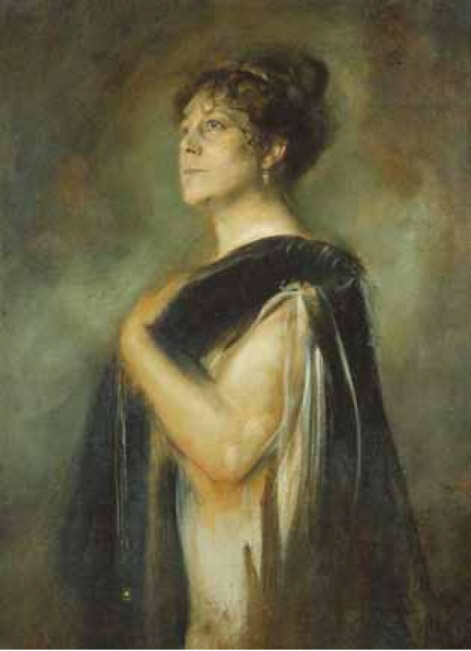
Портрет Шарлоти Вольтер.
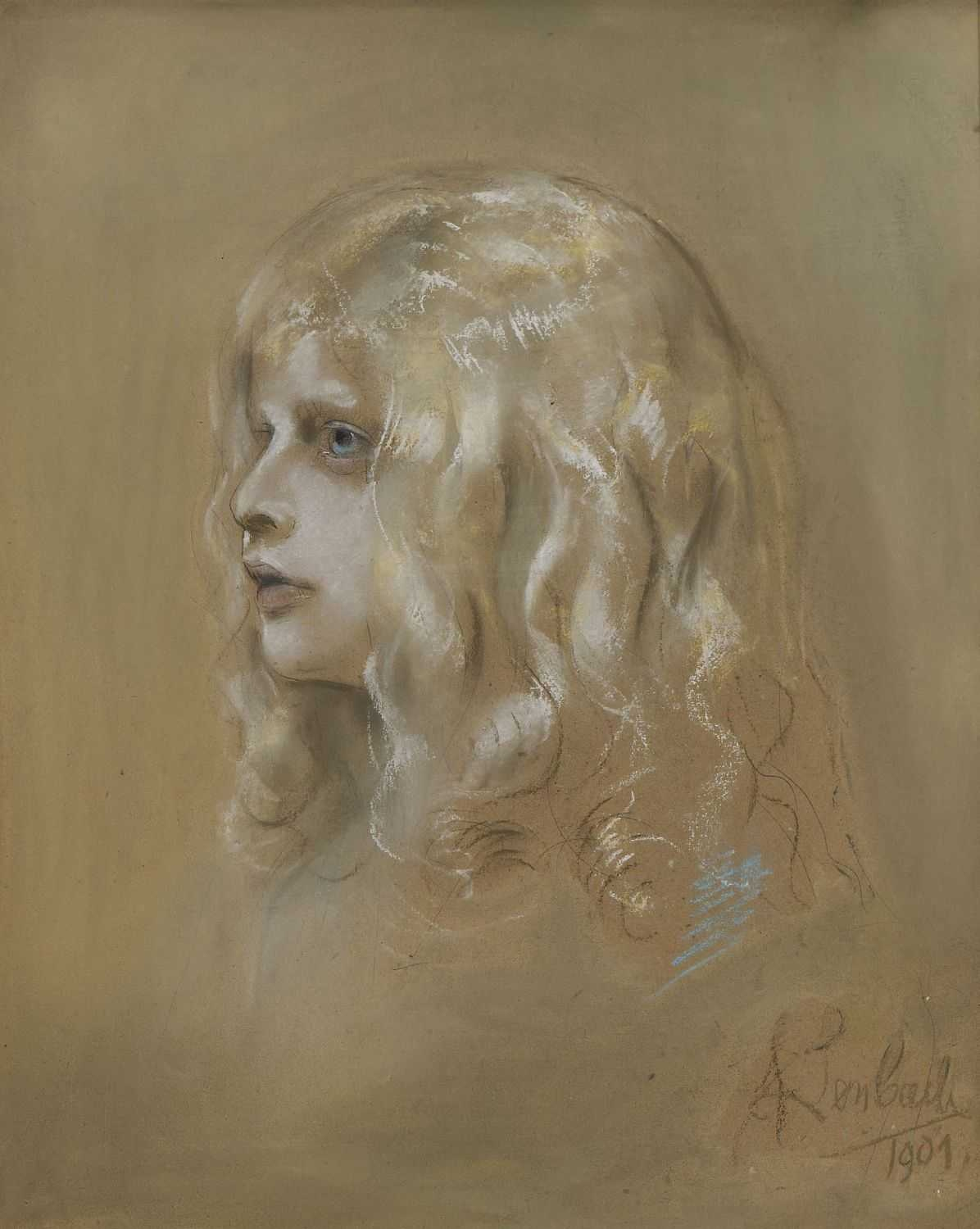
Портрет доньки Маріон.
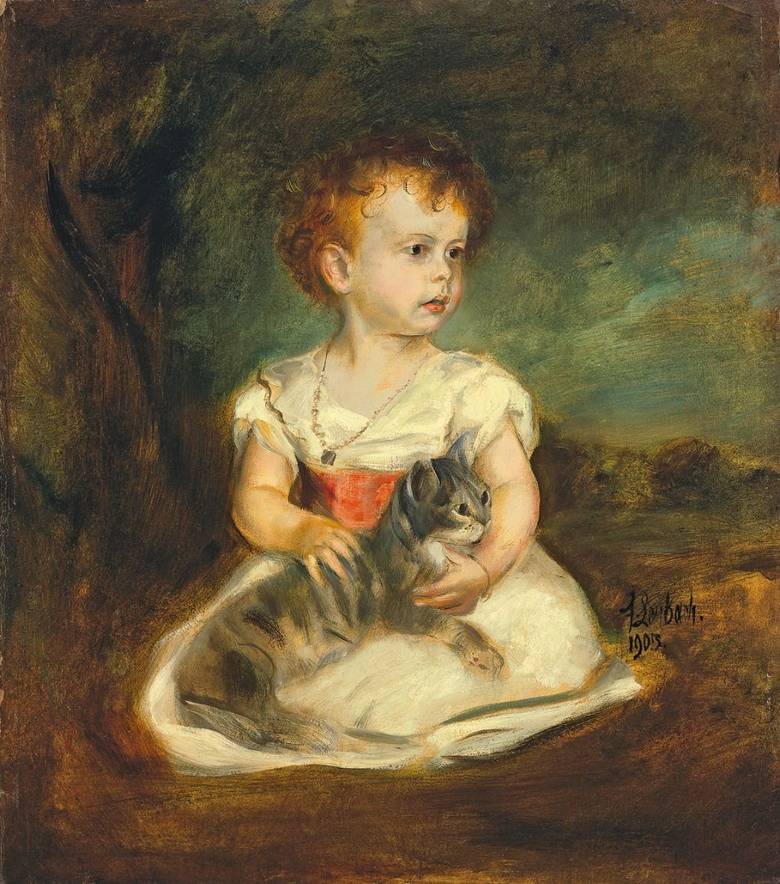
Портрет дитини з кішкою.
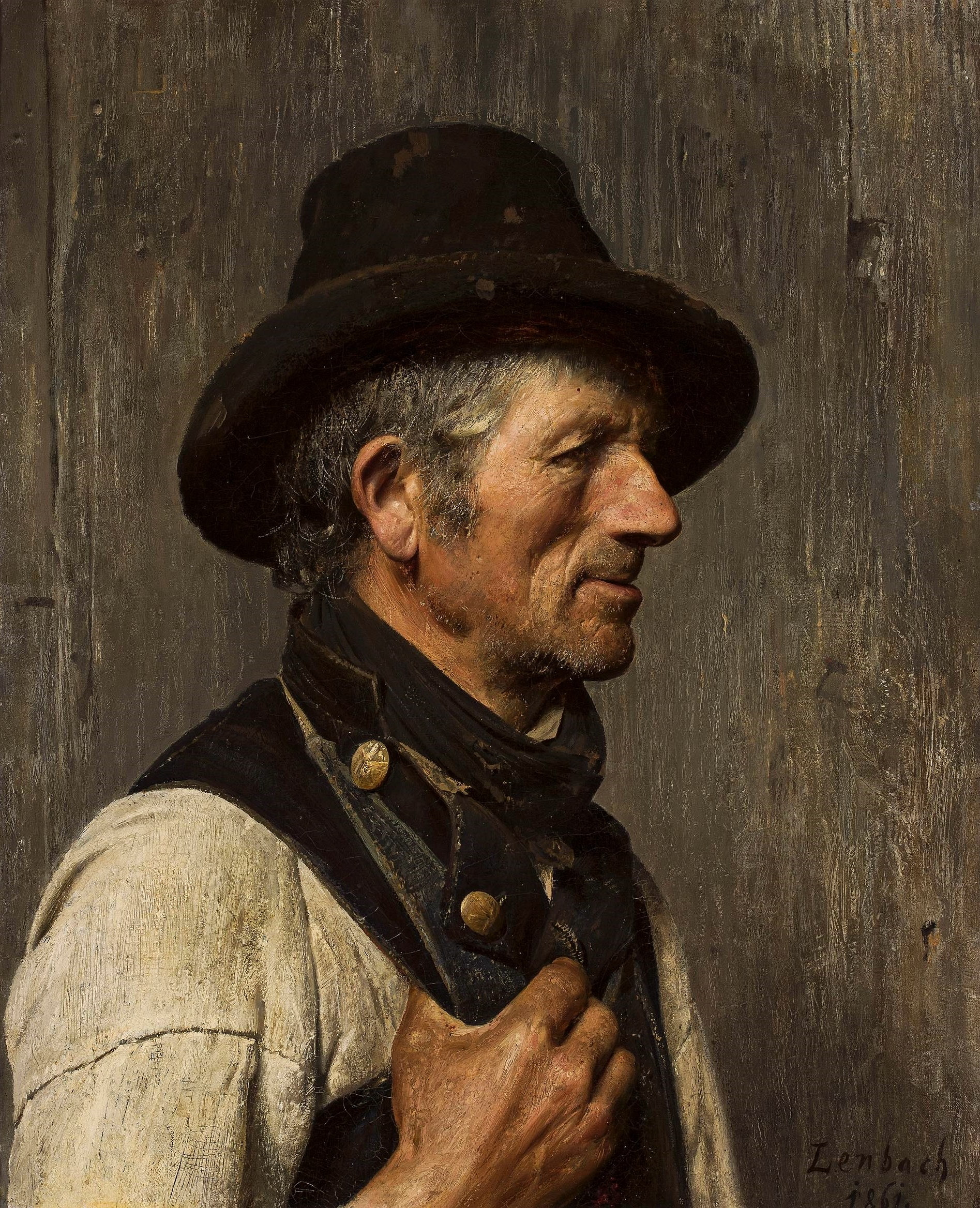
Портрет селянина.
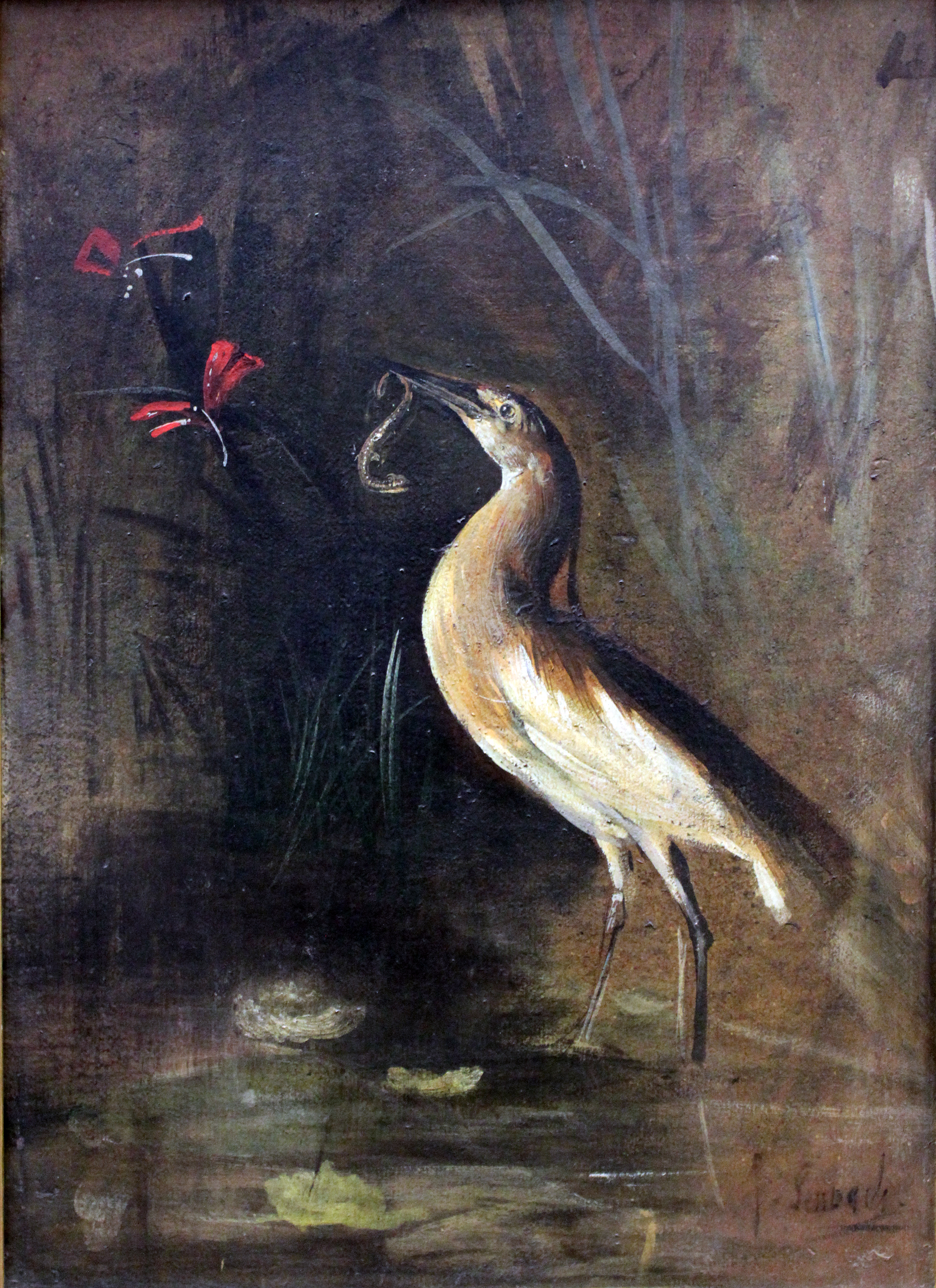
Чапля і саламандра.